# Tenis ziemny na Letnich Igrzyskach Olimpijskich 1920
Wyniki zawodów tenisa ziemnego, które odbyły się podczas Letnich IO w Antwerpii. Zawody rozgrywane były pomiędzy 16 a 24 sierpnia 1920 r.

## Medaliści

### Mężczyźni
| Konkurencja    |                             |                                 |                             |
| -------------- | --------------------------- | ------------------------------- | --------------------------- |
| Gra pojedyncza | Louis Raymond               | Ichiya Kumagae                  | Charles Winslow             |
| Gra podwójna   | Oswald Turnbull Max Woosnam | Ichiya Kumagae Seiichirō Kashio | Pierre Albarran Max Décugis |

### Kobiety
| Konkurencja    |                                 |                                  |                                  |
| -------------- | ------------------------------- | -------------------------------- | -------------------------------- |
| Gra pojedyncza | Suzanne Lenglen                 | Dorothy Holman                   | Kathleen McKane                  |
| Gra podwójna   | Kathleen McKane Winifred McNair | Geraldine Beamish Dorothy Holman | Élisabeth d’Ayen Suzanne Lenglen |

### Mikst
| Konkurencja  |                             |                                 |                                |
| ------------ | --------------------------- | ------------------------------- | ------------------------------ |
| Gra mieszana | Suzanne Lenglen Max Décugis | Kathleen McKane Maxwell Woosnam | Milada Skrbková Ladislav Žemla |

## Tabela medalowa
| Poz.   | Państwo                           | Złota | Srebra | Brązy | Łącznie |
| ------ | --------------------------------- | ----- | ------ | ----- | ------- |
| 1      | Wielka Brytania                   | 2     | 3      | 1     | 6       |
| 2      | Francja                           | 2     | 0      | 2     | 4       |
| 3      | Południowa Afryka                 | 1     | 0      | 1     | 2       |
| 4      | Japonia                           | 0     | 2      | 0     | 2       |
| 5      | Pierwsza Republika Czechosłowacka | 0     | 0      | 1     | 1       |
| Ogółem | Ogółem                            | 5     | 5      | 5     | 15      |